# Таукенов, Касым Аппасович
Касым Аппасович Таукенов (род. 29 октября 1934, с. Кировское, Акмолинский район, Карагандинская область, Казакская АССР, РСФСР, СССР) — советский казахский государственный, партийный, общественный и хозяйственный деятель, зоотехник.

## Биография
Происходит из подрода темеш рода куандык племени аргын.

### Образование
В 1958 окончил кафедру зоотехнологии Алма-Атинского зооветеринарного института.

### Трудовая деятельность
Начальник управления сельского хозяйства, директор совхоза «Шалкар» Астраханского района (1968—1972). 1-й секретарь партийных комитетов городов Ерейментау и Атбасарского района (1973—1985), председатель Целиноградского областного исполнительного комитета КПСС (1985—1989), 1-й секретарь Кокчетавского областного комитета Компартии Казахстана (1985—1990).

## Награды
За долголетний добросовестный труд награждён орденами Ленина, Октябрьской Революции, Трудового Красного Знамени, Дружбы Народов, «Знак Почета», орденами, медалями.